# Marcus Zeitler
Marcus Zeitler (* 13. März 1975 in Heidelberg) ist ein deutscher Politiker der CDU und seit Sommer 2019 Oberbürgermeister der baden-württembergischen Stadt Hockenheim. Zuvor war er von 2007 bis 2019 Bürgermeister der Stadt Schönau.

## Leben
Zeitler wuchs in Leimen auf, dort besuchte er die Realschule, danach  die Julius-Springer-Schule in Heidelberg, welche er mit der Fachhochschulreife abschloss. Von 1994 bis 1998 leistete er Dienst bei der Bundeswehr, darunter sechs Monate im SFOR Auslandseinsatz in Bosnien. Seine Ausbildung absolvierte er bei der Stadt Leimen und leitete dort von 2002 bis 2007 das Betriebsamt.
Zeitler ist geschieden und hat zwei Töchter. Er ist römisch-katholisch und betätigt sich in mehreren Vereinen. Seit dem Jahr 2016 ist er Vorsitzender des Kreisfeuerwehrverbandes Rhein-Neckar-Kreis e.V.

## Politik
Seit 2007 war Zeitler Bürgermeister von Schönau im Odenwald. 2015 wurde er dort mit 86 % der Wählerstimmen im Amt bestätigt.
Im Jahr 2004 wurde er Mitglied im Kreistag des Rhein-Neckar-Kreises und war dort 10 Jahre lang Mitglied im Ausschuss für Schulen, Kultur und Sport.
Ebenso ist er Sprecher der CDU-Kreistagsfraktion Rhein-Neckar für den Eigenbetrieb Bau und Vermögen. Seit 2014 ist er Mitglied im Verwaltungs- und Finanzausschuss.
Zeitler ist stellvertretender Kreisvorsitzender der CDU-Rhein-Neckar.
Am 21. Juli 2019 wurde er im zweiten Wahlgang mit 56,3 % der Stimmen zum Oberbürgermeister von Hockenheim gewählt.
Im ersten Wahlgang am 7. Juli 2019 erreichte er 47,5 % der abgegebenen Stimmen.